# Return of the Champions

Return of the Champions este un dublu album live al formației britanice de rock Queen + Paul Rodgers. A fost înregistrat în mai 2005 în timpul turneului european Queen + Paul Rodgers la Hallam FM Arena din Sheffield, Regatul Unit (excepție făcând "Imagine", cântată în Hyde Park, Londra imediat după atentatele teroriste din Londra din acel an (7 iulie 2005) și lansat pe data de 19 septembrie în Europa. De asemenea, în luna octombrie a fost lansat și un DVD al aceluiași concert.

## Track listing

### Discul 1
1. "Reaching Out" (Black, Hill) - cântat de Rodgers
2. "Tie Your Mother Down" (May) - cântat de Rodgers
3. "I Want to Break Free" (Deacon) - cântat de Rodgers
4. "Fat Bottomed Girls" (May) - cântat de Rodgers
5. "Wishing Well" (Rodgers, Kossoff, Bundrick, Yamauchi, Kirke) - cântat de Rodgers
6. "Another One Bites the Dust" (Deacon) - cântat de Rodgers
7. "Crazy Little Thing Called Love" (Mercury) - cântat de Rodgers
8. "Say It's Not True" (Taylor) - cântat de Taylor
9. "'39" (May) - cântat de May
10. "Love of My Life" (Mercury) - cântat de May
11. "Hammer to Fall" (May) - cântat de May și Rodgers
12. "Feel Like Makin' Love" (Rodgers, Ralphs) - cântat de Rodgers
13. "Let There Be Drums" (Nelson, Podolor)
14. "I'm in Love with My Car" (Taylor) - cântat de Taylor
15. "Guitar solo" (May)
16. "Last Horizon" (May)

### Discul 2
1. "These Are the Days of Our Lives" (Queen) - cântat de Taylor
2. "Radio Ga Ga" (Taylor) - cântat de Taylor și Rodgers
3. "Can't Get Enough" (Ralphs) - cântat de Rodgers
4. "A Kind of Magic" (Taylor) - cântat de Rodgers
5. "I Want It All" (Queen) - cântat de Rodgers și May
6. "Bohemian Rhapsody" (Mercury) - pre-înregistrare a lui Mercury cu ultimele versuri cântate de Rodgers
7. "The Show Must Go On" (Queen) - cântat de Rodgers
8. "All Right Now" (Fraser, Rodgers) - cântat de Rodgers
9. "We Will Rock You" (May) - cântat de Rodgers
10. "We Are the Champions" (Mercury) - cântat de Rodgers
11. "God Save the Queen" (Traditional, arr. May)
12. "It's a Beautiful Day (Remix)" (Queen) - pre-înregistrare a lui Mercury
13. "Imagine" (Lennon) - cântat de May, Taylor și Rodgers

Piesele 12-13 apar ca bonus pe DVD.

## Muzicieni
- Brian May: chitară solo, chitară ritmică, aranjamente muzicale, voce.
- Roger Taylor: tobe, percuție, voce.
- Paul Rodgers: chitară ritmică, voce.
- Spike Edney: clape, percuție, voce de acompaniament.
- Jamie Moses: chitară, voce de acompaniament.
- Danny Miranda: chitară bas, chitară acustică, voce de acompaniament.

## Trivia
- Două piese nu au fost introduse nici pe CD/LP și nici pe DVD, acestea fiind melodia de introducere "Lose Yourself" a lui Eminem și "Under Pressure."